# جدول مدال‌های المپیک زمستانی ۲۰۰۲

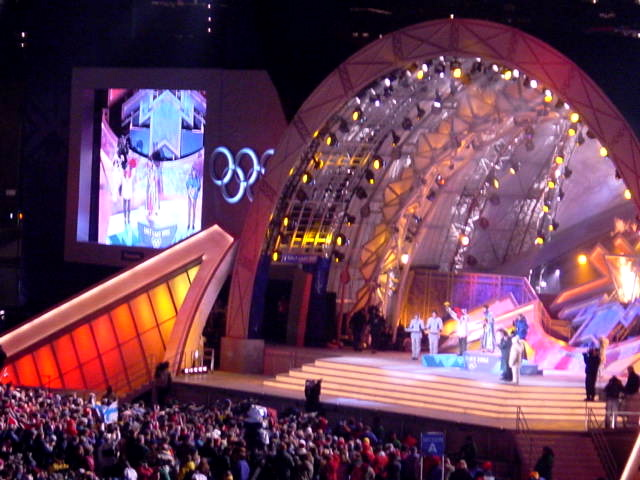
جدول مدال بازی‌های المپیک زمستانی ۲۰۰۲ فهرستی از مدال‌های کسب شده توسط ورزشکاران است که در طول برگزاری بازی‌های المپیک زمستانی سال ۲۰۰۲ میلادی که در سالت‌لیک‌سیتی ایالات متحده آمریکا برگزار شد.

## جدول مدال‌ها
رتبه بندی این جدول توسط کمیته بین‌المللی المپیک (ioc) اعلام شده است.
      کشور میزبان (ایالات متحده آمریکا)
| رتبه                    | کشور                      | طلا | نقره | برنز | مجموع |
| ۱                       | نروژ (NOR)                | ۱۳  | ۵    | ۷    | ۲۵    |
| ۲                       | آلمان (GER)               | ۱۲  | ۱۶   | ۸    | ۳۶    |
| ۳                       | ایالات متحده آمریکا (USA) | ۱۰  | ۱۳   | ۱۱   | ۳۴    |
| ۴                       | کانادا (CAN)              | ۷   | ۳    | ۷    | ۱۷    |
| ۵                       | روسیه (RUS)               | ۵   | ۴    | ۴    | ۱۳    |
| ۶                       | فرانسه (FRA)              | ۴   | ۵    | ۲    | ۱۱    |
| ۷                       | ایتالیا (ITA)             | ۴   | ۴    | ۵    | ۱۳    |
| ۸                       | فنلاند (FIN)              | ۴   | ۲    | ۱    | ۷     |
| ۹                       | هلند (NED)                | ۳   | ۵    | ۰    | ۸     |
| ۱۰                      | اتریش (AUT)               | ۳   | ۴    | ۱۰   | ۱۷    |
| ۱۱                      | سوئیس (SUI)               | ۳   | ۲    | ۶    | ۱۱    |
| ۱۲                      | کرواسی (CRO)              | ۳   | ۱    | ۰    | ۴     |
| ۱۳                      | چین (CHN)                 | ۲   | ۲    | ۴    | ۸     |
| ۱۴                      | کره جنوبی (KOR)           | ۲   | ۲    | ۰    | ۴     |
| ۱۵                      | استرالیا (AUS)            | ۲   | ۰    | ۰    | ۲     |
| ۱۶                      | جمهوری چک (CZE)           | ۱   | ۲    | ۰    | ۳     |
| ۱۷                      | استونی (EST)              | ۱   | ۱    | ۱    | ۳     |
| ۱۸                      | بریتانیای کبیر (GBR)      | ۱   | ۰    | ۱    | ۲     |
| ۱۹                      | سوئد (SWE)                | ۰   | ۲    | ۵    | ۷     |
| ۲۰                      | بلغارستان (BUL)           | ۰   | ۱    | ۲    | ۳     |
| ۲۱                      | ژاپن (JPN)                | ۰   | ۱    | ۱    | ۲     |
| ۲۱                      | لهستان (POL)              | ۰   | ۱    | ۱    | ۲     |
| ۲۳                      | بلاروس (BLR)              | ۰   | ۰    | ۱    | ۱     |
| ۲۳                      | اسلوونی (SLO)             | ۰   | ۰    | ۱    | ۱     |
| مجموع (۲۴ کمیته المپیک) | مجموع (۲۴ کمیته المپیک)   | ۸۰  | ۷۶   | ۷۸   | ۲۳۴   |